# Galeno (nome)
Galeno  è un nome proprio di persona italiano maschile.

## Varianti
- Femminili: Galena

### Varianti in altre lingue
- Bulgaro
  - Femminili: Галина (Galina)[1]
- Greco antico: Γαληνος (Galenos)[2]
  - Femminili: Γαληνη (Galene)[1]
- Inglese: Galen[2]

- Polacco
  - Femminili: Halina[1]
- Russo
  - Femminili: Галина (Galina)[1]
  - Ipocoristici: Галя (Galja)[1], Гала (Gala)[1]
- Ucraino
  - Femminili: Галина (Halyna)[1]

## Origine e diffusione
Deriva dal tardo nome greco Γαληνος (Galenos), letteralmente "calmo", "mite", da γαληνη (galene); ha quindi lo stesso significato dei nomi Stellan, Placido e Quieto.
Galeno era il nome di un medico greco del II secolo, e nei tempi moderni il nome è occasionalmente dato in suo onore. Nei paesi dell'est europeo ha avuto particolare fortuna la sua forma femminile, nelle varianti Galina e simili.

## Persone
- Galeno, medico greco antico

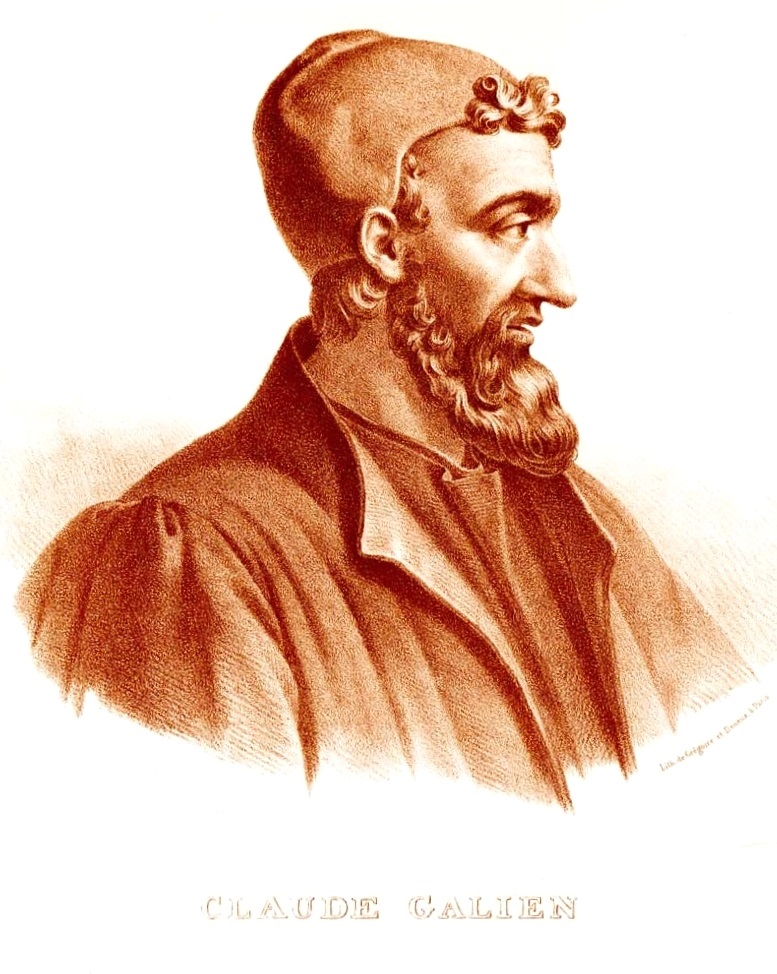
Galeno

- Galeno Ceccarelli, chirurgo italiano

### Variante Galen
- Galen Young, cestista e allenatore di pallacanestro statunitense

### Variante femminile Galina
- Galina Bystrova, atleta sovietica
- Galina Čistjakova, atleta russa

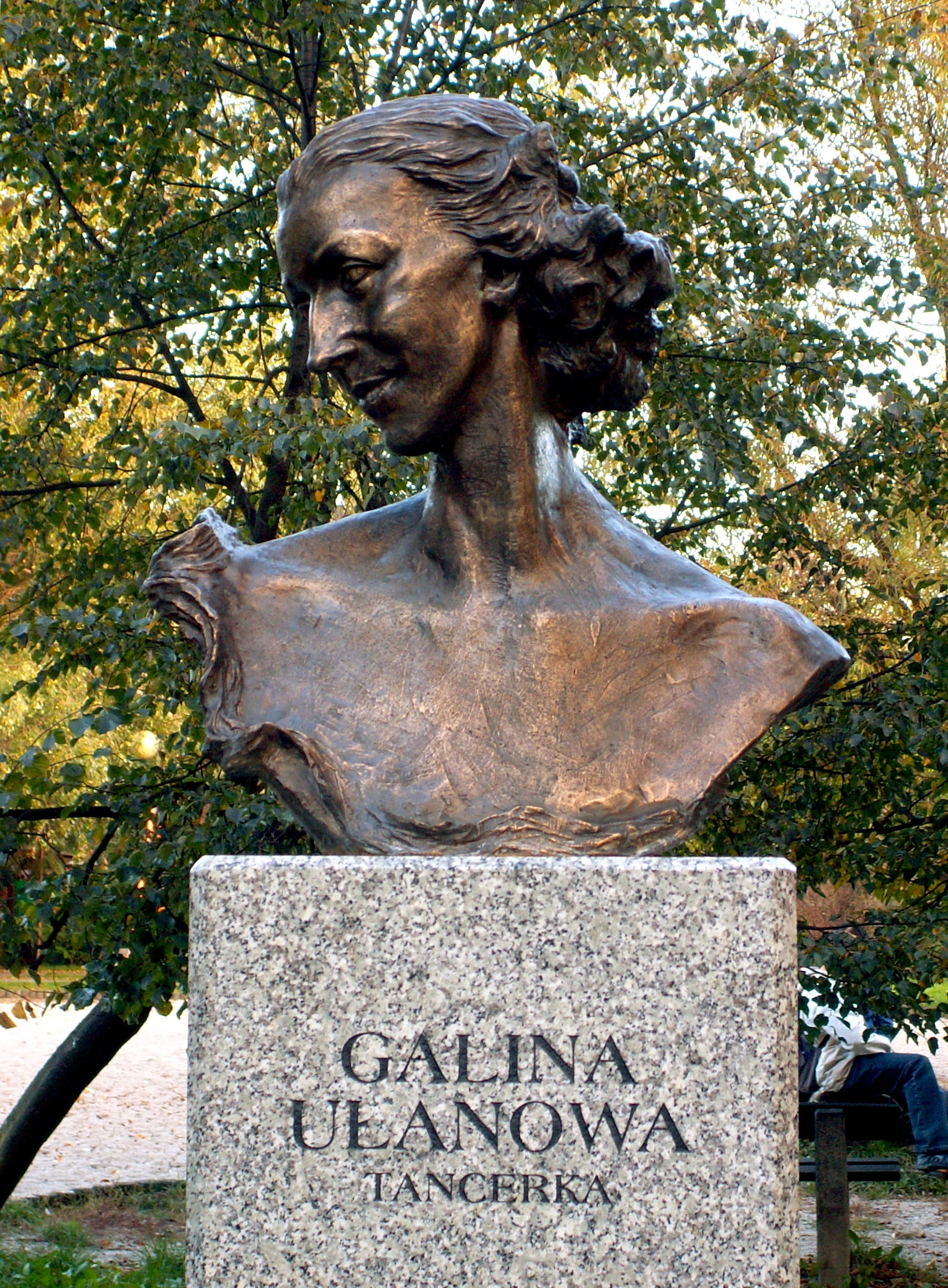
Galina Ulanova

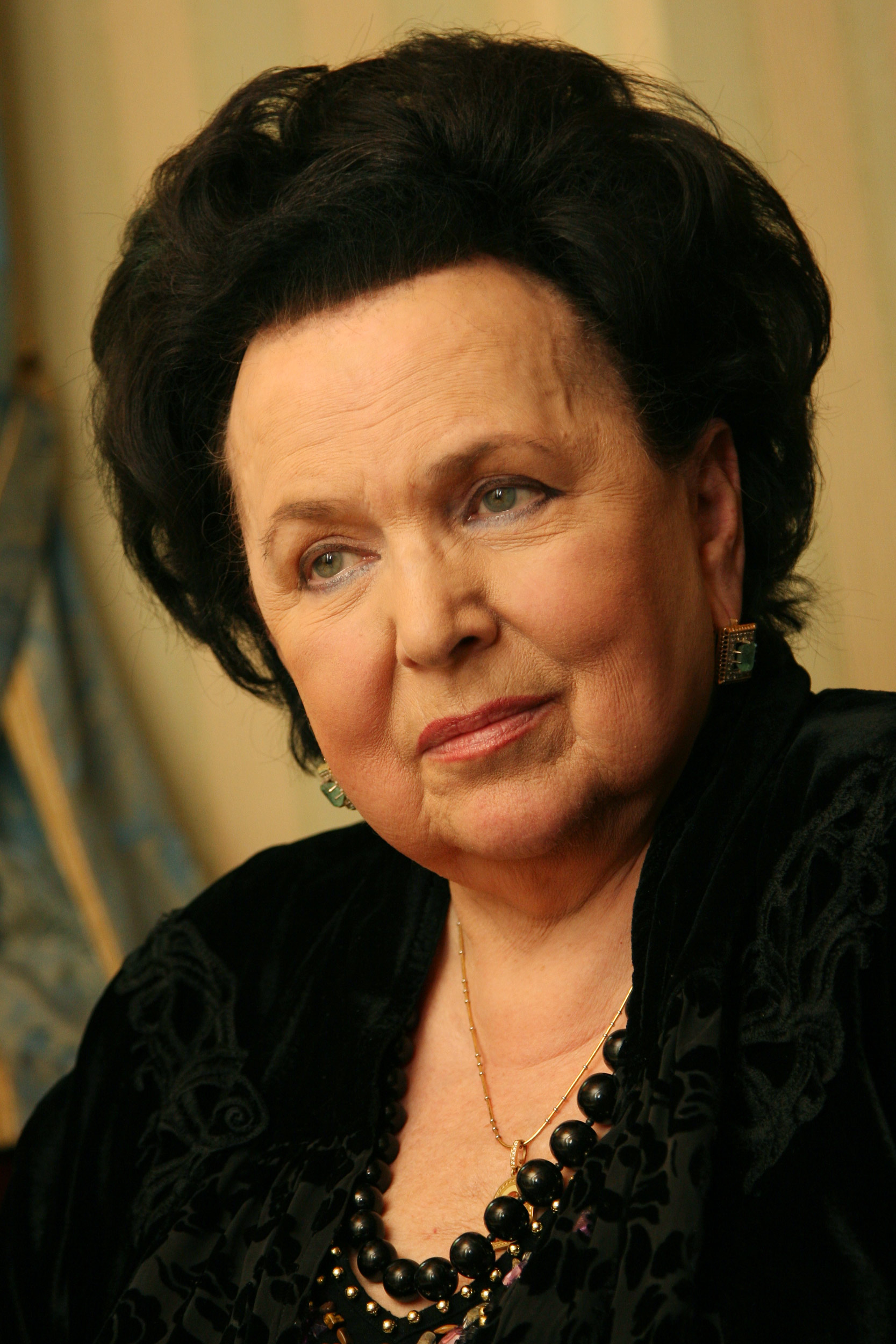
Galina Pavlovna Višnevskaja

- Galina Nikolaevna Djuragina, scrittrice e psicologa russa
- Galina Gorochova, schermitrice russa
- Galina Ričardovna Kastel', astronoma sovietica
- Galina Koževnikova, storica e giornalista russa
- Galina Kulakova, fondista russa
- Galina Mal'čugina, atleta russa
- Galina Murašova, atleta sovietica
- Galina Michajlovna Rytova, pallanuotista russa
- Galina Savinkova, atleta sovietica
- Galina Ulanova, danzatrice sovietica
- Galina Ivanovna Ustvol'skaja, compositrice russa
- Galina Pavlovna Višnevskaja, soprano russo
- Galina Voskoboeva, tennista kazaka
- Galina Zybina, atleta russa

### Variante femminile Halina
- Halina Balon, schermitrice polacca

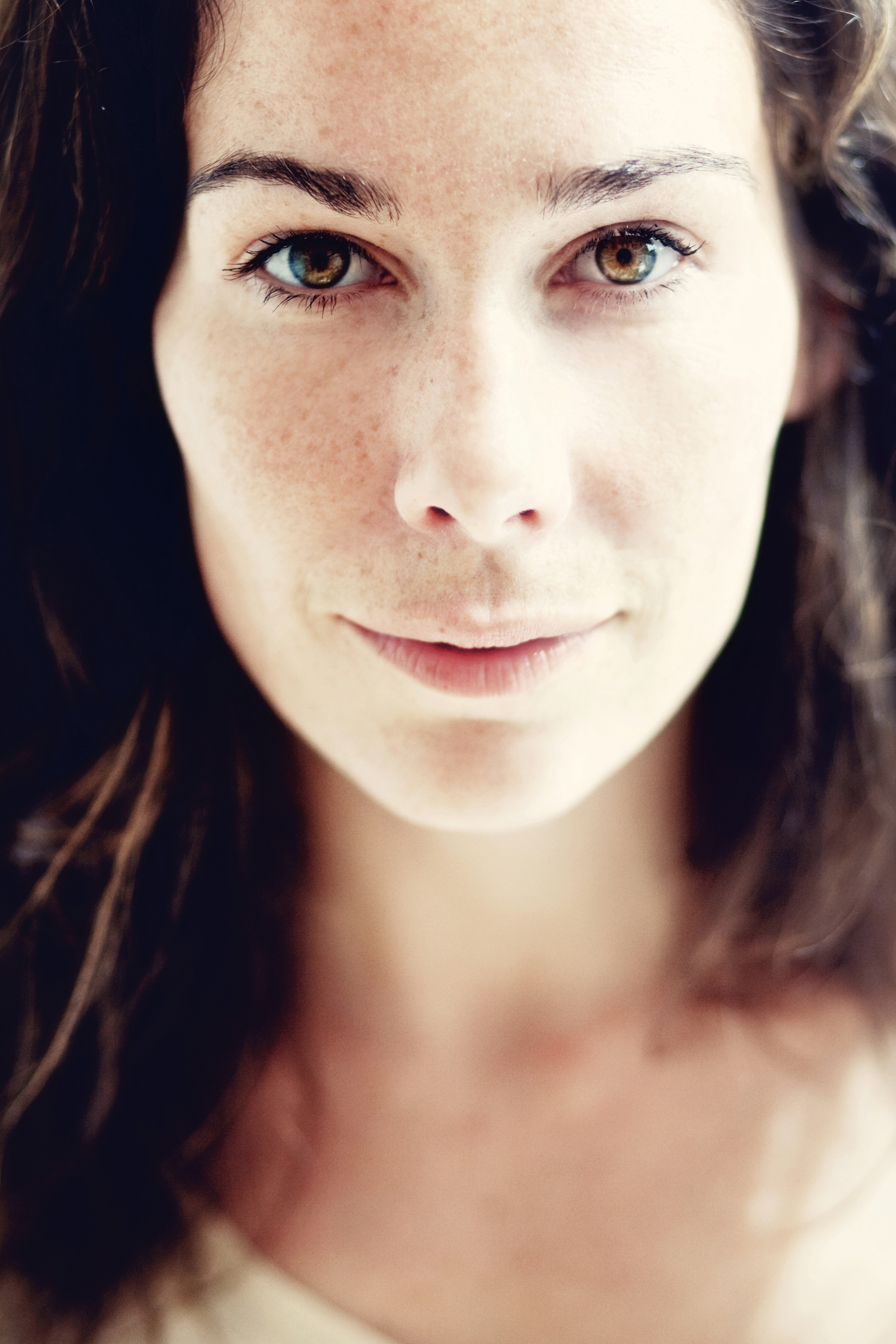
Halina Reijn

- Halina Bašlakova, pentatleta bielorussa
- Halina Konopacka, atleta polacca
- Halina Reijn, attrice e scrittrice olandese
- Halina Savičkaja, cestista bielorussa

### Variante femminile Halyna
- Halyna Lohinova Jovovyč, attrice ucraina
- Halyna Pundyk, schermitrice ucraina
- Halyna Zmijevs'ka, allenatrice di pattinaggio ucraina
- Halyna Zubčenko, pittrice ucraina

### Altre varianti femminili
- Gala, cantante italiana
- Gala Éluard Dalí, modella, artista e mercante d'arte russa

## Il nome nelle arti
- Galina Casban è un personaggio della serie di romanzi La Ruota del Tempo.
- Galen Nion Marek è un personaggio dell'universo di Guerre stellari.
- Galina "Red" Reznikov è un personaggio della serie televisiva Orange is the New Black.
- Galen Tyrol è un personaggio dell'universo di Battlestar Galactica.

## Toponimi
- Galen è un cratere lunare che prende il nome da Galeno.
- 427 Galene e 3576 Galina sono due asteroidi della fascia principale.